# セーラーブルーの青春
『セーラーブルーの青春』（せーらーぶるーのせいしゅん）は、酒井美羽による日本の漫画作品。
『花とゆめ』（白泉社）にて連載された。

## あらすじ
中学に入学して本格的に水泳を始めた杉沢都（みゃーこ）。「楽しむために泳いでいた」都が、部活の先輩や仲間、そして大会への参加を通じて徐々にスイマーとして成長していく、青春漫画。

## 登場人物
杉沢都
水華中学水泳部。1年生。初めて泳ぎを習ったのは小学校6年生で、入学直後は25mを20秒と非常に遅かった。しかし先天的に身体が柔らかく、肺活量も大きく、また体内時計感覚も優れている。伊那スイミングの本部へスカウトされる。そこで小笠原から「決勝6位以内」という条件を出される。そして、カナディアン杯で予選落ちするも、幸運にも決勝には繰り上げ出場となり、3位となり、都は伊那スイミングの本部で水泳選手として活躍することになる。
山田良重
都の友人
宗家剛
都と小学校からの同級生。水泳部員
須巳敦子
水泳部副部長。3年生。自由形で、小学5年で学童新記録を出し、市内大会では一年生・二年生の記録保持者。都はかわいい後輩であると同時に、自分を脅かす存在であるという二律背反的な感情を抱いている。それがきっかけで、都のファイティングスピリッツに火をつけることとなる。高校ではバタフライに転向する。
村上達郎
水泳部マネージャー。3年生。心臓疾患で水泳を断念する。
橋高
都が2年生の時の部長
広
都が2年生の時の副部長
神崎
水泳部監督
江古田
協和スイミングクラブ  サブコーチ。神崎の大学時代の後輩
安部
協和スイミングクラブ  主任コーチ
小笠原
伊那スイミングクラブ  本部ヘッドコーチ

## 登場団体
- 水華中学  今時珍しく、学校の水泳部活動のみで成果を出している中学校。水華市にある。
- 協和スイミングクラブ  伊那グループに属するスイミングクラブ
- 伊那スイミングクラブ  東藤スイミングクラブ、イトスギスイミングクラブとならぶ有名スイミングクラブ

## 書籍情報
- 酒井美羽『セーラーブルーの青春』白泉社〈花とゆめコミックス〉全6巻

1. 1980年12月発売、ISBN-10: 459211051X
2. 1981年2月発売、ISBN-10: 4592110528
3. 1981年5月発売、ISBN-10: 4592110536
4. 1981年8月発売、ISBN-10: 4592110544
5. 1981年12月25日発売、ISBN-10: 4592110552
6. 1982年3月25日発売、ISBN-10:  4592110560